# Akkerbouw

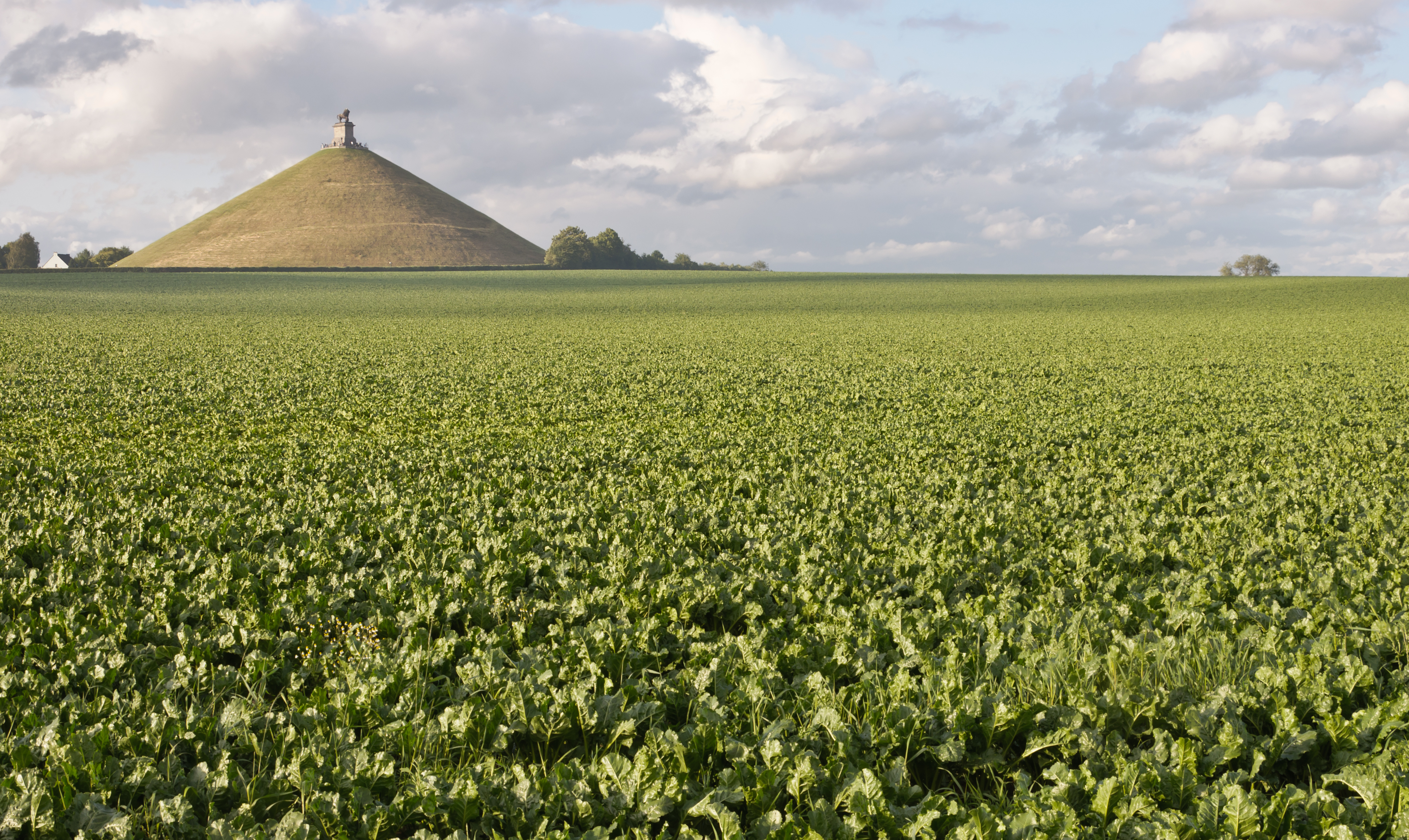
Suikerbietenveld

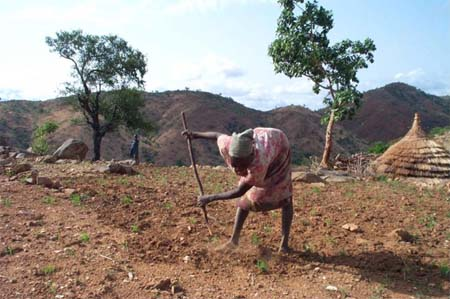
Landbouw in Soedan door een Noeba-vrouw

Akkerbouw is een vorm van landbouw: het is het geheel van economische activiteiten waarbij het natuurlijke milieu wordt aangepast ten behoeve van de productie van planten voor menselijk of dierlijk gebruik. Afhankelijk van het product, de productiemethode en het niveau van welvaart wordt gebruikgemaakt van een groot aantal uiteenlopende technieken, variërend van het werken met eenvoudige werktuigen tot het gebruik van grote machines, waarbij arbeid steeds meer vervangen wordt door machines.

## Gewassen
Belangrijke akkerbouwgewassen zijn aardappelen, graansoorten (zoals mais, rijst, tarwe, gierst, haver), uien, vlas, katoen, tabak, suikerbieten, koolzaad, maar ook de kleinere gewassen als karwij, blauwmaanzaad, boekweit, erwten, tuinbonen, kanariegras en cichorei behoren ertoe.

## Werktuigen
Landbouwwerktuigen en gereedschappen in de akkerbouw zijn:
- tractor
- wagen, kar, kipper
- ploeg, eg, cultivator, frees, verkruimelaar
- zaaimachine, aardappelpootmachine
- landbouwspuit, schoffel, schoffelmachine
- zeis, zicht, sikkel, dorsvlegel
- dorsmachine, maaidorser (combine), rooimachine, bietenrooier, aardappelrooimachine, maïshakselaar
- bunker, opvoerband, sorteermachine
- balenpers